# Lijst van kerken in Zaanstad
Deze (onvolledige) lijst bevat een overzicht van christelijke kerkgebouwen in de Nederlandse gemeente Zaanstad in de provincie Noord-Holland.
| Kerk                                                              | Straat                                 | Plaats                    | Oorspronkelijke functie   | Huidige functie         | Bouwjaar, architect, bijzonderheden | Foto |
| ----------------------------------------------------------------- | -------------------------------------- | ------------------------- | ------------------------- | ----------------------- | ----------------------------------- | ---- |
| Bonifatiuskerk                                                    | Oostzijde 14                           | Zaandam                   | Rooms-katholieke kerk     |                         | Rijksmonument                       |      |
| Doopsgezinde Vermaning (Koog aan de Zaan)                         | Lagendijk 34                           | Koog aan de Zaan          | Doopsgezinde kerk         |                         | Rijksmonument                       |      |
| Doopsgezinde Vermaning (Krommenie)                                | Noorderhoofdstraat 46/Vermaningsstraat | Krommenie                 | Doopsgezinde kerk         |                         | Rijksmonument                       |      |
| Doopsgezinde kerk (Vermaning) (Wormerveer)                        | Zaanweg 57                             | Wormerveer                | Doopsgezinde kerk         |                         | Rijksmonument                       |      |
| Doopsgezinde kerk (Vermaning) (Zaandam)                           | Westzijde 80                           | Zaandam                   | Doopsgezinde kerk         |                         | Rijksmonument                       |      |
| Grote Kerk (Westzaan)                                             | Kerkbuurt 37                           | Westzaan                  |                           |                         | Rijksmonument                       |      |
| Hervormde kerk (Krommeniedijk)                                    | Krommeniedijk 182                      | Krommenie (Krommeniedijk) | Hervormde kerk            |                         | Rijksmonument                       |      |
| Sint-Jozefkerk (Zaandam)                                          | Veldbloemenweg 2                       | Zaandam (Kogerveld)       | Rooms-Katholieke kerk     | Rooms-Katholieke kerk   | 1964, Jan Strik                     |      |
| Kogerkerk (Hervormde kerk)                                        | Kerkstraat 14                          | Koog aan de Zaan          | Hervormde kerk            |                         | Rijksmonument                       |      |
| Lutherse kerk (Zaandam)                                           | Vinkenstraat 34                        | Zaandam                   | Evangelisch-Lutherse kerk |                         | Rijksmonument                       |      |
| Maria Magdalenakerk                                               | Papenpad 13                            | Zaandam                   | Oud-Katholieke kerk       | Mattheuskerk Zaanstreek | Rijksmonument                       |      |
| Maria Magdalenakerk ('t Kalf)                                     | Kalf 162                               | Zaandam ('t Kalf)         | Rooms-Katholieke kerk     | Rooms-Katholieke kerk   |                                     |      |
| Heilige-Martelaren-van-Gorcumkerk (Koog aan de Zaan)              | Boschjesstraat 115                     | Koog aan de Zaan          | Rooms-Katholieke kerk     | Rooms-Katholieke kerk   |                                     |      |
| Nicolaaskerk                                                      | Kerkplein 1                            | Krommenie                 |                           |                         | Rijksmonument                       |      |
| Noordervermaning                                                  | J.J. Allanstraat 463                   | Westzaan                  | Doopsgezinde kerk         | Gereformeerde Gemeenten | Rijksmonument                       |      |
| Odulphuskerk                                                      | Dorpsstraat 572                        | Assendelft                |                           |                         | ̣Rijksmonument                       |      |
| Oostzijde 82 (voormalige Vermaning der Waterlandse doopsgezinden) | Oostzijde 82                           | Zaandam                   | Doopsgezinde kerk         | Apostolisch Genootschap | achthoekig gebouw Rijksmonument     |      |
| Oostzijderkerk (Zaandam)                                          | Zuiddijk 1                             | Zaandam                   | Hervormde kerk            |                         | Rijksmonument                       |      |
| Oud-Katholieke Kerk (Heilige Nicolaes) (Krommenie)                | Noorderhoofdstraat 131                 | Krommenie                 | Oud-Katholieke Kerk       |                         | ̣Rijksmonument                       |      |
| Paaskerk (Zaandam)                                                | Burgemeester Ter Laanplantsoen 21      | Zaandam                   |                           |                         | Rijksmonument                       |      |
| Westzijderkerk                                                    | Westzijde 75                           | Zaandam                   | Hervormde kerk            | Cultureel Centrum       | Rijksmonument                       |      |
| Hervormde kerk (Wormerveer)                                       | Noordeinde 21                          | Wormerveer                | Hervormde kerk            | PKN                     | Rijksmonument                       |      |
| Zuider Vermaning                                                  | Zuideinde 233                          | Westzaan                  | Doopsgezinde kerk         |                         | Rijksmonument                       |      |
| Hervormde kerk (Assendelft)                                       | Dorpsstraat 364                        | Assendelft                | Hervormde kerk            | PKN                     | Gemeentelijk monument               |      |